# 太田市立毛里田小学校
太田市立毛里田小学校（おおたしりつ もりたしょうがっこう）は、群馬県太田市只上町にある公立小学校。

## 学区
- 只上町1区[1]
- 只上町2区
- 市場町1区
- 市場町2区
- 高瀬町
- 富若町
- 東今泉町
- 緑町
- 矢田堀町
- 吉沢町1区
- 吉沢町2区
- 丸山七日市
- 原宿町

## 学校周辺
- 太田市立毛里田中学校
- 太田市民ゴルフ場